# 马雷克·科尔博维奇
马雷克·科尔博维奇（波蘭語：Marek Kolbowicz，1971年6月11日—），波兰男子赛艇运动员。他曾代表波兰参加1996年、2000年、2004年、2008年和2012年夏季奥林匹克运动会赛艇比赛，其中2008年奥运会获得一枚金牌。